# Vangueria discolor
Vangueria discolor là một loài thực vật có hoa trong họ Thiến thảo. Loài này được (De Wild.) Lantz mô tả khoa học đầu tiên năm 2005.